# إقليم ألبا
إقليم ألبا يقع الإقليم في ترانسيلفانيا في غرب رومانيا.

## السكان
في 31 أكتوبر 2011، بلغ عدد سكان إقليم ألبا 327,224 نسمة وبلغت الكثافة السكانية 52 نسمة/كم مربع.
- رومانيون - 89.9%[2]
- مجريون - 4.8%
- غجر - 4.7%
- ألمانيون - 0.2%

| السنة | تعداد السكان |
| ----- | ------------ |
| 1948  | 361,062      |
| 1956  | 370,800      |
| 1966  | 382,786      |
| 1977  | 409,634      |
| 1992  | 413,919      |
| 2002  | 382,747      |
| 2011  | 327,224      |

## الجغرافيا
تبلغ مساحة إقليم ألبا 6,242 كم مربع، وتمثل الجبال حوالي 59% من مساحتها.

### الجوار
- سيبيو وموريش في الشرق.
- بيهور وأراد في الغرب.
- كلوج في الشمال.
- هونيدارا في الجنوب الغربي.

## الاقتصاد
الصناعات الرئيسية في الإقليم هي:
- الصناعات الغذائية.
- صناعات الملابس.
- الصناعات الخشبية.
- الصناعات الكيميائية.
- صناعة الورق وتغليف المواد.

### مناجم روشيا مونتانيا للذهب

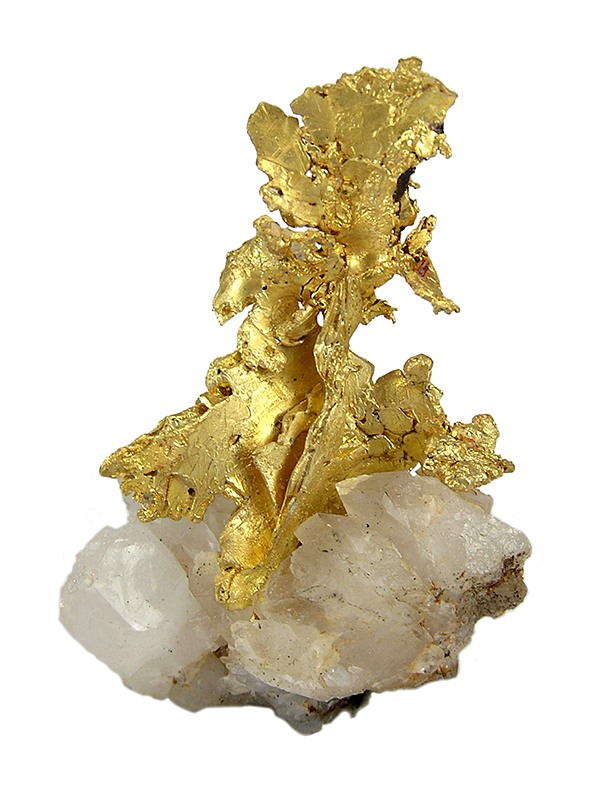
الذهب في الكوارتز، روشيا مونتانا. الحجم 4.3 × 2.7 × 1.3 سم.

بدأ التعدين منذ 2000 سنة على جبل كيرنيك. روشيا مونتانا هو مكان مشهور بين هواة جمع العينات المعدنية لغرامة الذهب الأصلي.

## التقسيمات الإدارية
يوجد في الإقليم 4 بلديات و7 بلدات و68 قرية.

## أعلام
- يواخيم مولدوفيانو
- نيكولاي لينكا